# Clase Oaxaca
La Clase Oaxaca es una clase de patrulla oceánica (OPV), construido y diseñado por la Armada de México para su propio uso.
Usa el concepto trinomio buque-helicóptero-interceptora innovación a nivel mundial para este tipo de buques; el trinomio permite ampliar el radio de acción en las operaciones realizadas con un ahorro sustancial en los costos de operación, se incrementa el área de cobertura de vigilancia y se obtienen mayores resultados en la detección e intercepción de naves. Este buque puede pasar 30 días en altamar sin tocar puerto.
Se utilizan en la vigilancia oceánica, patrullaje de la zona económica exclusiva, búsqueda y rescate; apoyo a la población civil en caso de desastre; apoyo marítimo y presencia disuasoria en contra de buques y aviones infractores en ambos litorales, así como en operaciones de conflictos de mediana intensidad.
Cuenta con dos lanchas de salvamento autoadrizables e inhundibles y su embarcación interceptora tiene una velocidad de 50 nudos, mejorada para optimizar sus capacidades operativas en el mar con interiores diseñados ergonómicamente. Asimismo, pueden operar un helicóptero embarcado el cual puede ser un Eurocopter Panther AS 565MB, un Eurocopter Fennec AS 555, Bölkow Bo 105 CB, MD 902 Explorer o inclusive puede aterrizar un H-225 Super puma.
Estos buques fueron construidos en los Astilleros de la Armada (ASTIMAR) 1 y 20 Tampico Tamaulipas y en Salina Cruz Oaxaca.

## Diseño
La clase Oaxaca tiene como origen con los primeros diseños de las primeras Patrullas oceánicas Clase Holzinger que por primera vez la SEMAR estaba construyendo y que necesitaba para garantizar el estado de derecho en la mar, por ello a finales de los noventa esta clase de buques evolución a la clase "Holtzinger 2000 " mejor conocidas como la Clase Sierra, luego a la Clase Durango respectivamente, cabe aclarar que las 2 clases de buques ya mencionadas no dieron el resultado exacto de que la SEMAR esperaba dado que tienen ciertos desperfectos en el diseño de estos buques de diseño furtivo.
Después de alistar los 2 primeros buques de Clase "Durango" los 2 buques restantes que faltaban por construir para concluir esta clase, se les agregó ciertas modificaciones como agregarles embarcaciones de rescate a los lados del hangar del helicóptero al descubierto, modificación de proa entre otras cosas, de tal grado que se les denominó semifurtivo (semi stealth) pero a pesar de esto, la SEMAR se dio cuenta de que los buques resultantes cumplían mejor los requisitos para patrullar mar adentro, rescatar y disuadir buques y aviones infractores, e inclusive se les puede agregar más armamento como los misiles ¨IGLA¨ antiaéreos que las clases anteriores, y con estos resultados positivos se lanzó a diseñar otro buque oceánico basado con las características logradas de aquellos 2 últimos buques de la clase "Durango".
En el 2003 se botó el primer buque, el ARM ¨Baja california¨ en los astilleros de Tampico, Tamaulipas, al siguiente mes en el pacífico, en los astilleros de salina cruz, Oaxaca, se botó la segunda unidad de la primera clase,  al terminar su fase de pruebas y alistamiento de ambas embarcaciones la SEMAR se dio cuenta de que al fin había logrado la clase ideal para funcionar como OPV y patrullar mar adentro y que junto con las embarcaciones de salvamento, la patrulla interceptora y el helicóptero cumplían a la perfección los requisitos que la Secretaría de Marina había establecido y que exigían para garantizar el estado de derecho y soberanía nacional en los mares mexicanos asegurándose de que estas leyes se respeten en los en la zona económica exclusiva, así como rescatar personas naufragadas y cumplir lo más importante para la SEMAR, que junto con sus radares de búsqueda de superficie/aérea, el cañón de 76 mm a proa, el cañón de 25 mm encima del hangar y 2 torretas navales a los lados del buque pudieran detectar cualquier tipo de buques y aviones que no estén autorizados y neutralizarlos en caso de ser necesario.
Concluidas las 2 primeras embarcaciones, en el año del 2009 se botó el ARM ¨Bicentario de la Independencia¨ en Salina Cruz, Oaxaca, en el mismo año en los astilleros de Tampico, Tamaulipas se botó el ARM ¨Centenario de la Revolución¨ con mejoras en los puentes de mando, proas y mejores sistemas de comunicaciones con tecnología de punta, muy distintos a los 2 buques anteriores, se alistaron en el año del 2010. 
En el año del 2014 se aprobó el presupuesto para la construcción de 4 buques en los astilleros de la Secretaría de Marina como plan de sustitución de unidades de superficie, comenzando los cortes en el acero del  quinto buque en diciembre del mismo año y botándose en noviembre de 2015. En agosto del 2016 el sexto buque de la clase el ARM ¨Hidalgo¨ se botó en el mismo astillero, (actualmente está en fase de alistamiento) y posteriormente se abandero el ARM ¨Chiapas¨ el 5 buque, este buque es el más moderno de la clase y se le hicieron varias modificaciones tanto internas como externas, externamente las más notables son el diseño de la proa con bulbo y más alargada, nuevo director de tiro, nueva versión del helicóptero ¨Panther¨ y lo más importante es el cambio de cañón por uno de 57 mm antiaéreo, interiormente las más considerables son las luces LEDS, diseño totalmente distinto de la patrulla interceptora, diseño distinto del puente del mando y nuevos sistemas de combate. 
El ARM ¨Jalisco¨ está en fase de construcción en los astilleros de Salina Cruz, Oaxaca y se tiene previsto su botadura en noviembre del 2017. Así mismo, el último buque de la clase el ARM ¨Estado de México¨ se están cortando sus partes de acero en el mismo astillero y se contempla que se haga la botadura a mediados del 2018.
Así mismo, la clase Oaxaca es el resultado de 25 años de búsqueda de un buque que se adapte a las necesidades de la Armada de México, y es la mejor clase de buques construidos en los astilleros de la SEMAR hasta ahora y unos de los mejores patrulleros oceánicos construidos en Latinoamérica de tal grado que han participado en expo navales como en Chile compitiendo con las mejores OPV del país sudamericano las patrullas ¨Piloto pardo¨, se lleva el título de los mejores buques construidos en México por 6 distintas razones:
Diseño completamente mexicano, aplicación de tecnología mexicana, la cantidad de buques construidos pertenecientes a la clase (8 buques en total), excelente rendimiento en cumplimiento de su misión, excelente estabilidad, completamente ahorrativos.

## Capacidades
Estos buques cuentan con armamento de gran calibre para un patrullero oceánico, lo que lo catalogan como corbeta ligera, estos buques tienen capacidad de guerra de superficie y guerra antiaérea, algunos de estos buques tienen más potencia de fuego, como la ARM Oaxaca (P-161), y ARM Baja California (P-162) ya que estos tienen un Oto Melara 76 mm a proa, 2 Oto Melara 12,7 mm a cada costado del buque y un Oto Melara 25 mm a popa encima del hangar. El ARM Revolución (P-164) y el ARM Independencia (P-163) solo tienen el Oto Melara 76 mm a proa, por lo que tienen menos armamento que sus 2 hermanos anteriores, pero aun así tienen la capacidad antiaérea ya que el cañón Oto Melara tiene capacidad para ambos escenarios. El ARM Chiapas (P-165) y el ARM Hidalgo (P-166) tendrán más capacidad antiaérea que de superficie, ya que tendrán el cañón Bofors antiaéreo 57 mm Mk3, esta actualización en la clase es para emparejar la clase en cuatro buques para guerra de superficie y cuatro más para guerra antiaérea, y también se actualizó a este cañón ya que es más económico de mantener, más rápido (cuatro proyectiles por segundo) y su munición es más precisa.

## Sistemas y Sensores
- Radar Terma Scanter 6000 (Clase Oxacaca MK2)
- Sistema de Control de comunicaciones Hermesys
- Sistema C4i SP21K
- Director de Tiro GARFIO 3 (ARM Jalisco y ARM Tabasco)
- Sistema de Monitoreo y Control de Planta Propulsora de Buques DISICOM
- Sistema de Enlace de Datos de la Armada de México SEDAM-PO
- Sistema de Anaveaje Modular (INIDETAM)

## Historical de servicio
- ARM Oaxaca  – En servicio desde el 1 de mayo de 2003, fue el primer buque de la clase que se construyó en Salina Cruz, Oaxaca. Curiosamente fue el segundo en botarse, detrás del ARM Baja California. Participó en el ejercicio UNITAS Golden en el 2009. El 25 de septiembre de 2016 rescató y transportó a los 31 tripulantes del petrolero "Burgos", propiedad de Petróleos Mexicanos (PEMEX), que se incendió frente a las costas de Veracruz. Actualmente está asignado a la flota del Golfo de México.
- ARM Baja California – En servicio el 1 de abril de 2003. Segundo buque de la clase, se construyó en Tampico, Tamaulipas y curiosamente fue el primero en botarse. Ha participado en exposiciones en Chile y en el ejercicio UNITAS 2015 en Brasil. Actualmente está asignado a la flota del Golfo de México.
- ARM Independencia – Es el tercer buque de la clase, se construyó en Salina Cruz, Oaxaca; también ha participado en el ejercicio UNITAS en Florida, Estados Unidos. Actualmente está asignado en la flota del Golfo de México.
- ARM Revolución – En servicio el 23 de enero de 2010, cuarto buque de la clase. Fue construido en Tampico, Tamaulipas. Participó en los ejercicios multinacionales RIMPAC 2010 y en TRADEWINDS San Diego en el 2015 junto al ARM Usumacinta (A-412). De hecho, en la página de vídeos de la Secretaría de Marina está la imagen de este buque. Actualmente está asignado en la flota mexicana del Pacífico con base en Ensenada, Baja California
- ARM Chiapas – Construido en Salina Cruz, Oaxaca. Quinto buque de la clase; a diferencia de los cuatro anteriores, está armado con un cañón Bofors Antiaéreo 57 mm MK. III, una proa bulbosa y más alargada; con esto será una nueva actualización de la clase. El 8 de diciembre de 2016 colisióno con dos lanchas de PEMEX sin tener consecuencias graves salvo a sólo un rayón de unos pocos metros, su posible causa fue debido a los fuertes vientos. El  23 de noviembre de 2016, en el marco del Día de la Marina-Armada de México, fue abanderado junto con el ARM Isla María Madre (BAL-11) por el presidente de la República, licenciado Enrique Peña Nieto, Actualmente está asignado a la flota del Pacífico en la Decimocuarta Zona Naval en Tapachula, Chiapas[1]
- ARM Hidalgo – Sexto buque de la clase, construido en Salina Cruz, Oaxaca. Es el segundo buque de su clase actualizado con el cañón Bofors antiaéreo 57mm MK. III, una proa bulbosa y más alargada. Fue botado el 8 de agosto de 2016 en Salina Cruz, Oaxaca y actualmente se encuentra en servicio en la flota mexicana del Pacífico con base en Ensenada, Baja California.[2]
- ARM Jalisco – Botada el 20 de mayo de 2018 en Salina Cruz, Oaxaca. Es el primer buque de su clase en equipar el sistema de control de disparo GARFIO-3 desarrollado de manera conjunta por la Secretaría de Marina y el Instituto Nacional de Astrofísica, Óptica y Electrónica, con asistencia de la empresa de defensa Saab. Actualmente se encuentra asignado a la flota mexicana del Pacífico con base en Guaymas, Sonora junto a los buques ARM Durango (PO-151) Y ARM Sonora (PO-152).[3]
- ARM Tabasco – Botada el 20 de julio de 2019 en Tampico, Tamaulipas y actualmente está en fase de alistamiento.

## Buques de la clase
| Identificativo | Nombre              | Fecha de Botadura        |
| -------------- | ------------------- | ------------------------ |
| PO 161         | ARM Oaxaca          | 1 de mayo de 2003        |
| PO 162         | ARM Baja California | 1 de abril de 2003       |
| PO 163         | ARM Independencia   | 23 de julio de 2009      |
| PO 164         | ARM Revolución      | 23 de noviembre de 2009  |
| PO 165         | ARM Chiapas         | 18 de noviembre de 2015. |
| PO 166         | ARM Hidalgo         | 9 de agosto de 2016      |
| PO 167         | ARM Jalisco         | 20 de mayo de 2018       |
| PO 168         | ARM Tabasco         | 20 de julio de 2019      |